# Morlaix Comunitat
Morlaix Comunitat (en bretó Montroulez Kumuniezh) és una comunitat d'aglomeració francesa, situada al departament del Finisterre a la regió Bretanya, al País de Morlaix. Té una extensió de 680,3 kilòmetres quadrats i una població de 64.826 habitants (2006).

## Composició
Agrupa 28 comunes :
| - Botsorhel - Carantec - Le Cloître-Saint-Thégonnec - Garlan - Guerlesquin - Guimaëc - Henvic - Lanmeur - Lannéanou - Loc-Eguiner-Saint-Thégonnec - Locquénolé - Locquirec - Morlaix - Pleyber-Christ | - Plouégat-Guérand - Plouégat-Moysan - Plouezoc'h - Plougasnou - Plougonven - Plouigneau - Plounéour-Ménez - Plourin-lès-Morlaix - Le Ponthou - Saint-Jean-du-Doigt - Saint-Martin-des-Champs - Saint-Thégonnec - Sainte-Sève - Taulé |

## Administració
| Data d'elecció                             | Identitat          | Partit | Qualitat |
| ------------------------------------------ | ------------------ | ------ | -------- |
| 1995-2003                                  | Marylise Lebranchu | (PS)   |          |
| 2003-                                      | Yvon Hervé         |        |          |
| Les dades anteriores no són pas conegudes. |                    |        |          |
|                                            |                    |        |          |

## Història
- 14 d'abril de 1995, es crea la Comunitat de Comunes del País de Morlaix (CCPM) amb 12 comunes : Carantec, Le Cloître St Thégonnec, Henvic, Loc Eguiner St Thégonnec, Locquénolé, Morlaix, Pleyber-Christ, Plourin les Morlaix, St Martin des Champs, Ste Sève, St Thégonnec i Taulé.
- 29 de desembre de 1995 : s'hi uneix la comuna de Plounéour-Ménez
- 24 de desembre de 1999 : s'hi uneix la comuna de Plougonven
- Fi de 1999 : S'hi integren les comunes de Plouégat-Moysan; Plouigneau, Plouézoc'h i le Ponthou
- 1 de gener de 2000 : Creació de la Comunitat d'Aglomeració del País de Morlaix, formada per Carantec, Le Cloître St Thégonnec, Garlan, Guimaëc, Henvic, Lanmeur, Lannéanou, Locquénolé, Loc Eguiner St Thégonnec, Locquirec, Morlaix, Pleyber-Christ, Plouégat Guerrand, Plouégat Moysan, Plouézoc'h, Plougasnou, Plougonven, Plouigneau, Plounéour-Ménez, Plourin les Morlaix, Le Ponthou, St Jean Du Doigt, St Martin des Champs, Ste Sève, St Thégonnec, Taulé.
- 1 de gener de 2002 : Adhesió de les comunes de Guerlesquin i Botsorhel.